# Амед (футбольний клуб)
Амед (тур. Amed SFK) — турецький футбольний клуб з міста Діярбакир, в даний час виступає в Другій лізі, третьою за рівнем в системі футбольних ліг Туреччини. Домашні матчі команда проводить на стадіоні «Діярбакир», що вміщає близько 33 000 глядачів.

## Історія
У 1990 році муніципальна влада Діярбакира придбала клуб «Мелікахметспор», на основі якого був створений «Діярбакир Беледієспор». У 1993 році він отримав назву «Діярбакир Бююкшехір Беледієспор», а у 1999 році — «Діярбакир Бююкшехір Беледієсі ДІСКІспор» (тур. Diyarbakır Büyükşehir Belediyesi DİSKİspor) через спонсорські причини. Протягом 1990-х та першої половини 2000-х років клуб грав у Третій лізі (четвертий рівень), будучи другою командою в місті після «Діярбакирспора», який виступав у ті часи у тому числі й у Суперлізі. У 2007 році він вийшов у Другу лігу, де провів три сезони, але в 2010 році знову вилетів у Третю лігу. Через три роки «Діярбакир ББ» повернувся в Другу лігу.
У жовтні 2014 року клуб змінив свою назву на «Амед» без офіційного схвалення, і тому був оштрафований Турецькою федерацією футболу.
На початку 2016 року «Амед» здобув сенсаційну перемогу над «Бурсаспором» і вийшов у чвертьфінал Кубка Туреччини. Після цього успіху його вболівальників відсторонила від участі в наступному матчі проти «Фенербахче» Турецька федерація футболу. Вона також усунула півзахисника «Амеда» Деніза Накі на безпрецедентні 12 ігор за твіти й оштрафувала його приблизно на 7000 доларів. Крім того, поліція провела обшук в офісах клубу, вилучивши його комп'ютери за підозрою, що політично спірний твіт, можливо, був посланий звідти.
Згідно з інтерв'ю, яке німецька газета Die Zeit взяла у представників «Амеда», клуб мав певні труднощі через те, що Турецька федерація футболу і турецька влада розглядали його як символ курдської ідентичності. Прапори курдською мовою заборонені до показу на стадіонах, а з грудня 2015 року уболівальникам «Амеда» заборонили відвідувати виїзні матчі чемпіонату. Після цієї заборони близько 500 вболівальників вирушили на виїзний матч, не демонструючи символіку та кольори своєї команди, але коли вони почали висловлювати радісні емоції з приводу забитого їхньою командою голу, у них виник конфлікт з уболівальниками супротивної команди і поліцією, і їм довелося покинути стадіон до кінця матчу. З січня 2016 року по лютий 2019 року уболівальникам «Амеда» було заборонено відвідувати виїзні матчі своєї чоловічої футбольної команди протягом 64 матчів. Також вони не могли бути присутніми на виїзних іграх жіночої команди з 2018 по лютий 2019 року.

## Статистика виступів
| Сезон   | Ліга | Місце | І  | В  | Н  | П  | ГЗ | ГП | О  | Кубок         |
| ------- | ---- | ----- | -- | -- | -- | -- | -- | -- | -- | ------------- |
| 1994/95 | IV   | 11.   | 26 | 8  | 6  | 12 | 34 | 29 | 30 | -             |
| 1995/96 | IV   | 9.    | 24 | 7  | 9  | 8  | 32 | 29 | 30 | -             |
| 1996/97 | IV   | 7.    | 34 | 11 | 12 | 11 | 42 | 36 | 45 | -             |
| 1997/98 | IV   | 12.   | 32 | 11 | 6  | 15 | 51 | 62 | 39 | -             |
| 1998/99 | IV   | 9.    | 32 | 11 | 7  | 14 | 31 | 45 | 40 | -             |
| 1999/00 | IV   | 4.    | 32 | 17 | 8  | 7  | 44 | 34 | 59 | -             |
| 2000/01 | IV   | 4.    | 30 | 14 | 9  | 7  | 49 | 35 | 51 | -             |
| 2001/02 | IV   | 5.    | 36 | 17 | 9  | 8  | 58 | 34 | 60 | -             |
| 2002/03 | IV   | 3.    | 28 | 16 | 5  | 7  | 43 | 32 | 53 | -             |
| 2003/04 | IV   | 8.    | 32 | 15 | 7  | 10 | 58 | 36 | 52 | -             |
| 2004/05 | IV   | 8.    | 30 | 11 | 9  | 10 | 41 | 35 | 42 | -             |
| 2005/06 | IV   | 8.    | 30 | 11 | 4  | 15 | 55 | 49 | 37 | -             |
| 2006/07 | IV   | 1.    | 30 | 17 | 9  | 4  | 57 | 20 | 60 | -             |
| 2007/08 | ІІІ  | 6.    | 32 | 10 | 10 | 12 | 39 | 38 | 40 | Груповий етап |
| 2008/09 | ІІІ  | 10.   | 36 | 10 | 7  | 19 | 41 | 56 | 37 | -             |
| 2009/10 | ІІІ  | 9.    | 36 | 11 | 10 | 15 | 38 | 53 | 43 | 1 раунд       |
| 2010/11 | IV   | 4.    | 34 | 16 | 8  | 10 | 54 | 46 | 56 | -             |
| 2011/12 | IV   | 3.    | 36 | 19 | 10 | 7  | 57 | 30 | 67 | -             |
| 2012/13 | IV   | 1.    | 36 | 20 | 9  | 5  | 62 | 23 | 65 | 3 раунд       |
| 2013/14 | ІІІ  | 5.    | 34 | 17 | 9  | 8  | 40 | 31 | 60 | 2 раунд       |
| 2014/15 | ІІІ  | 8.    | 34 | 11 | 11 | 12 | 46 | 41 | 44 | 1/16 фіналу   |
| 2015/16 | ІІІ  | 8.    | 34 | 13 | 11 | 10 | 45 | 39 | 50 | 1/4 фіналу    |
| 2016/17 | ІІІ  | 2.    | 34 | 19 | 9  | 6  | 51 | 31 | 66 | Груповий етап |
| 2017/18 | ІІІ  | 15.   | 34 | 10 | 10 | 14 | 37 | 41 | 40 | 4 раунд       |
| 2018/19 | ІІІ  | 8.    | 34 | 14 | 7  | 13 | 44 | 42 | 49 | 3 раунд       |
| 2019/20 | ІІІ  | 16.   | 28 | 7  | 7  | 14 | 28 | 46 | 28 | 4 раунд       |
| 2020/21 | ІІІ  |       |    |    |    |    |    |    |    |               |